# 劉韞良
劉韞良（1845年—1917年後），字璞卿，號麗珊，改字玉山，號我真，贵州普定縣（今安順市普定縣）人，晚清翰林，楹聯大家。

## 生平
同治十年（1871年）辛未科二甲第七名進士，選翰林院庶吉士，散館改雲南恩安縣知縣。因忤巡撫岑毓英，遭參革，永不敘用。遊歷各地十餘年。光緒十五年（1889年）前後返回貴陽，行醫授徒為生。

## 著作
好楹聯。曾作貴陽甲秀樓二百零六字長聯。經後人修改，現版本為一百七十四字。其文曰：
五百年穩占鰲磯，獨撐天宇，讓我一層更上，眼界拓開。看東枕衡湘，西襟滇詔，南屏粵嶠，北帶巴夔，迢遞關河。喜雄跨兩游，支持岩疆半壁。恰好於矢碉隳，烏蒙箐掃，艱難締造，裝點成錦繡湖山。漫云築國偏荒，莫與神州爭勝概。
數千仞高臨牛渚，永鎮邊隅，問誰雙柱重鐫，頹波挽住。憶秦通僰道，漢置牂牁，唐定矩州，宋封羅甸，淒迷風雨。嘆名流幾輩，留得舊跡千秋。對此象嶺霞生，螺峰雲擁，緩步登臨，領略些畫閣煙景。恍覺蓬萊咫尺，擬邀仙侶話行蹤。
著有《牂牁苗族雜詠》《壶隐斋联语类编》等。